# カール・ユーハン・ベルナドッテ

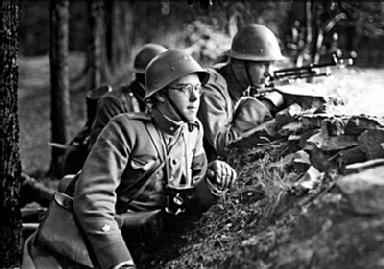
軍事演習に参加するダーラナ公、1938年

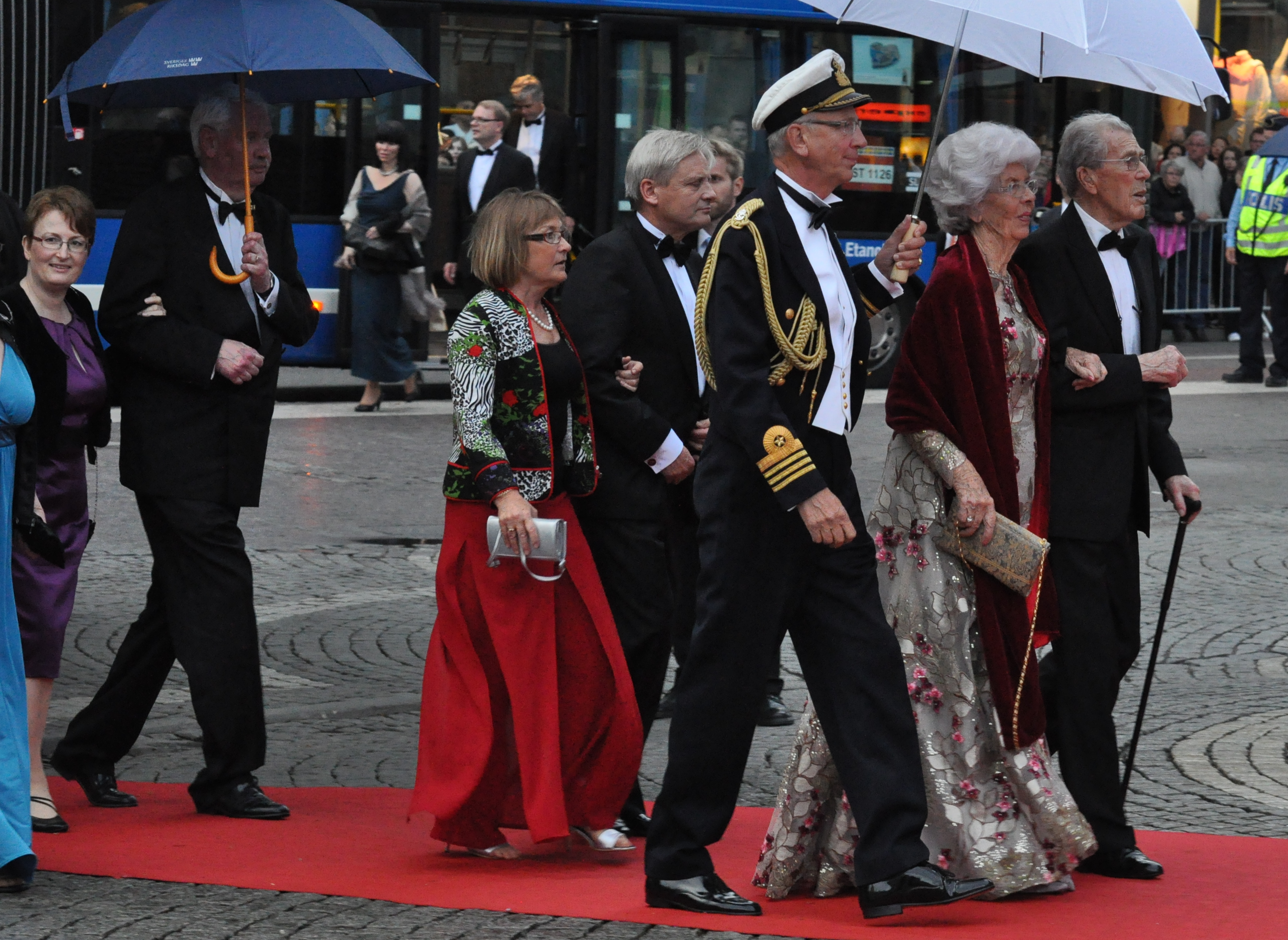
姪孫ヴィクトリア王太子の結婚式に出席するカール・ユーハンと妻グニッラ（写真右端）、2010年

カール・ユーハン・アルトゥール・ベルナドッテ（Carl Johan Arthur Bernadotte, 1916年10月31日 ストックホルム宮殿 - 2012年5月5日 エンゲルホルム）は、スウェーデンの王子。グスタフ6世アドルフ王の末子。ダーラナ公爵位を受けたが、王室・政府の認めない平民女性との婚姻に伴い、王族の身分・称号・敬称を喪失した。

## 生涯
グスタフ・アドルフ王太子とイギリス王家出身のマルガリータ王太子妃の間の第5子・四男。
1946年2月19日米国ニューヨークで、同国人の女性雑誌編集者・ジャーナリストで離婚歴のあるシャスティン・ヴィークマークと結婚。彼女の出自が「平民の娘（enskild mans dotter）」であることが王室・政府から問題視され、政府の承認を得られなかったため、こうした場合の男性王族の例にならい王位継承権や称号を放棄した。1951年7月2日、ルクセンブルク大公国宮廷により、同国貴族のヴィスボリ伯爵及びベルナドッテ公の爵位が授けられ、この称号はカール・ユーハンと妻、2人の間の子孫に受け継ぐことができるとされた。しかし夫妻に実子は生まれず、1950年に男児を、1951年に女児を養子に迎えた。
若い頃はニューヨークを拠点に生活し、アングロ・ノルディック貿易会社（Anglo-Nordic Trading Company）の代表を務めたほか、引退した同国人女優グレタ・ガルボとも親しく交際し、ガルボをボースタッドの保養地に所有する別荘に招くなどした。
最初の妻と1987年に死別すると、翌1988年9月22日コペンハーゲンで、ヴァハトマイスター伯爵家出身のグニッラ・ブスラーと再婚。グニッラも再婚で、前夫との間に4人の子があった。
ヴィクトリア英国女王の87人の曾孫の中で最も長く存命していた。

## 引用・脚注
1. ↑  “Count Carl Johan Bernadotte”. The Daily Telegraph (London, UK). (2012年5月6日)
2. ↑  “Who's who in the extended royal family”. The Local. (2010年5月21日)
3. ↑  von Rothstein, Niclas, ed (2009) (Swedish). Kalender över Ointroducerad adels förening. Årg. 22(2010). Stockholm: Ointroducerad Adels Förening. p. 22. ISBN 978-91-633-5038-2. LIBRIS 11594515
4. ↑  Mémorial du Grand-Duché de Luxembourg No 48, Government of Luxembourg, 13 August 1951, entry dated 18 July 1951
5. ↑  “Obituaries: Count Carl Johan Bernadotte”. Daily Telegraph
6. ↑  “Count Carl Johan Bernadotte obituary”. The Independent (London). (2012年5月8日)